# صعوط (مناخة)

تعديل مصدري - تعديل

صعوط هي إحدى قرى عزلة بني مقاتل بمديرية مناخة التابعة لمحافظة صنعاء، بلغ تعداد سكانها 197 نسمة حسب تعداد اليمن لعام 2004.